# Autoroute Tit Mellil - Berrechid
L'autoroute Tit Mellil - Berrechid est un projet d'autoroute reliant A1 d'une part à A3 et à A4 d'autre part, entre Tit Mellil et Berrechid.
Cette autoroute a une longueur de 31 km et passe par Tit Mellil, Médiouna, Deroua, l'aéroport Mohammed-V de Casablanca, et enfin Berrechid. Elle contient 3 voies aller et 3 voies retour (2×3) et sera la première autoroute marocaine inaugurée avec 2×3.
Le but de cette autoroute est de partir du nord au sud ou l'inverse sans entrer à Casablanca et soulager A1, A3 et A101.

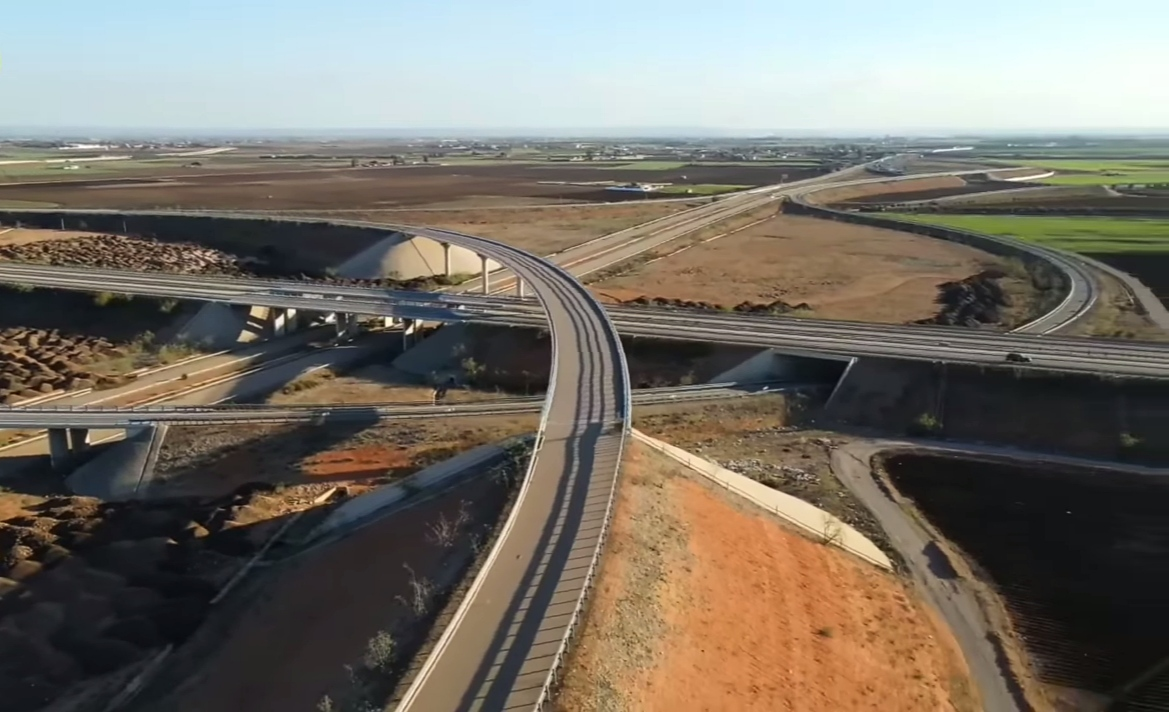
Croisement avec Les autoroutes et au niveau de Berrechid.

## Projet
L'objectif initial était de réaliser ce tronçon d'autoroute Tit Mellil - Berrechid dès 2014. Cependant, l'apparition du projet de AC, autoroute dite continentale dans le nouveau programme autoroutier marocain en cours d'élaboration a retardé ce projet en attendant les réajustements nécessaires vers Tit Mellil côté nord.
Côté sud à Berrechid étant donné que A4 et A3 sont déjà achevées cela permettra de lancer la première section de l'autoroute Tit Mellil - Berrechid sur une section de 9 km à partir de l'année 2016, l'appel d'offres a été émis par ADM le 2 décembre 2015 pour une ouverture des plis le 13 janvier 2016. Le budget inscrit et validé dans la loi des finances 2016 de cette première partie correspond à 800 millions de Dirhams.
D'un linéaire de 31 km, l'autoroute Tit Mellil - Berrechid a pour objectif de soulager les voies de dégagement de Casablanca qui arrivent à saturation. Elle permettra, en outre et grâce à l'autoroute de contournement de Casablanca, un accès plus aisé aux différents quartiers périphériques de l'agglomération de Casablanca. En attendant le lancement de la deuxième partie de l'autoroute côté nord, ADM s'apprête à élargir l'Autoroute Casablanca - Berrechid dès 2016 pour un coup de 250 millions de dirhams.
Le coût initial de réalisation de l'ensemble de l'autoroute est estimé à 1,35 milliard de MAD.

## Sorties

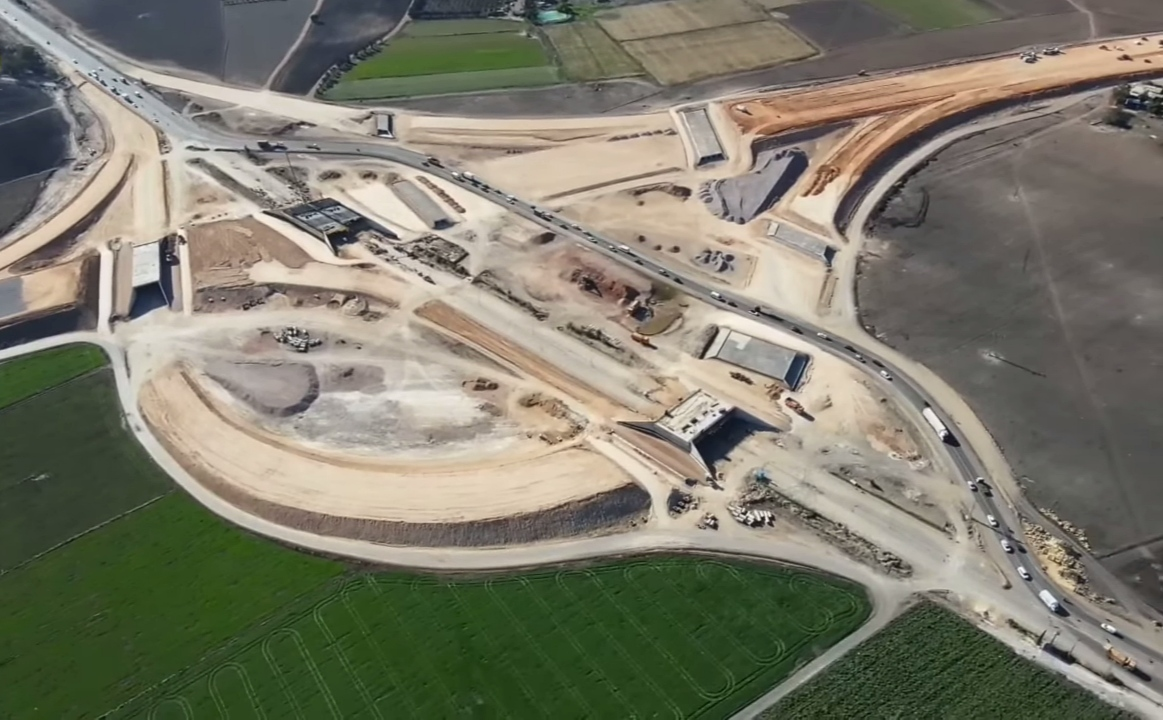
Échangeur avec Aéroport Med V - Deroua

| Elément                      | Kilomètre | Itinéraire                                                      | Routes |
| ---------------------------- | --------- | --------------------------------------------------------------- | ------ |
| Échangeur entre AT et A1     | km 0      | Tit Mellil Mohammédia Rabat                                     | A1     |
| T04                          | km 4      | Lahraouyine                                                     | 3015   |
| T10                          | km 10     | Médiouna                                                        | 315    |
| T15                          | km 16     | Deroua Aéroport Mohammed V                                      | N9     |
| Péage                        | km 21     | Gare de péage de Deroua                                         |        |
| Échangeur entre A3, A4 et AT | km 31     | بــرشــيــد مــراكــــش أڭـــاديـــر Berrechid Marrakech Agadir | A3     |
| Échangeur entre A3, A4 et AT | km 31     | خـريـبــڭـة بــنـي مــلال Khouribga Béni Mellal                 | A4     |